# Batalla de Pacocha
La batalla de Pacocha fou un incident naval que va tenir lloc el 29 de maig de 1877 durant la revolució liderada per Nicolás de Piérola contra el president peruà Mariano Ignacio Prado.
Els partidaris de Piérola van utilitzar el monitor peruà Huáscar com a vaixell corsari per fustigar els transports marítims, especialment els que salpaven d'El Callao, el principal port comercial del Perú. No obstant això, després d'haver abordat alguns vaixells mercants britànics, les autoritats britàniques van enviar el contraalmirall de Horsey per capturar el Huáscar.
El vaixell peruà va aconseguir escapar de l'esquadra britànica després d'un intens intercanvi de trets. Els canons del Huáscar no disposaven de prou dotació i només van disparar només 40 salves. Per la banda britànica, el Shah va disparar 237 salves i l'Amethyst, 190, però cap d'ells duia munició perforants, de manera que tot i que el Huáscar va rebre 60 impactes, el seu blindatge va evitar que rebés cap mena de dany. Hi va haver un esforç d'última hora per aturar o enfonsar el vaixell rebel quan dos petits ariets torpediners del Shah van intentar trobar el Huáscar, però el vaixell peruà va aconseguir escapar ajudat per la foscor. Malgrat haver escapat de la persecució britànica, els rebels es van veure obligats a lliurar el seu vaixell al govern peruà només dos dies més tard.
Aquesta batalla va suposar el primer ús del torpede autopropulsat, acabat d'inventar i que acabava d'entrar en servei limitat a la Royal Navy. El torpede va ser esquivat pel monitor rebel.